# Alessandro Cambalhota
Alessandro Cambalhota (n. 27 mai 1973, Teixeira de Freitas, Bahia, Brazilia) este un fost fotbalist brazilian.
Cambalhota a debutat la echipa națională a Braziliei în anul 1999.

## Statistici
| Brazilia | Brazilia | Brazilia |
| An       | Meciuri  | Goluri   |
| -------- | -------- | -------- |
| 1999     | 1        | 0        |
| Total    | 1        | 0        |